# Головин, Лео
Ле́о Голо́вин (фин. Leo Golowin), имя при рождении Леонид Головин; 25 февраля 1903, Санкт-Петербург — 23 мая 1969, Хельсинки) — финский актёр и режиссёр русского происхождения.
Играл в Шведском театре в Хельсинки и Шведском театре Турку (был его режиссёром с 1937 по 1945).
В 1957 году удостоен награды Pro Finlandia.
Был дважды женат. Первая жена — актриса Брита Эберг (швед. Brita Öberg) (с 1928 по 1941, развелись), вторая — Мэгги Фурухьелм (швед. Maggie Furuhjelm) (с 1942 года).

## Фильмография
- Polyteekkarifilmi, 1924
- Kyllä kaikki selviää…, 1926
- En perfekt gentleman, 1927
- Falskspelare, 1961